# أوكفيلد (مين)
أوكفيلد (بالإنجليزية: Oakfield, Maine)‏ هي بلدة أمريكية تقع في الولايات المتحدة في مقاطعة أروستوك (مين). يقدر عدد سكانها بـ 737 نسمة ومساحتها 93.01 كم2 وترتفع عن سطح البحر 218 متر.

## التركيبة السكانية
قام مكتب تعداد الولايات المتحدة بتحديد بيانات التركيبة السكانية لأوكفيلد في تعداد الولايات المتحدة. في ما يلي، التركيبة السكانية حسب تعدادي 2000 و2010.

### تعداد عام 2000
بلغ عدد سكان أوكفيلد 732 نسمة بحسب تعداد عام 2000، وبلغ عدد الأسر 317 أسرة وعدد العائلات 209 عائلة مقيمة في البلدة. في حين سجلت الكثافة السكانية 20.7 نسمة لكل ميل مربع (8.0/كم2). وبلغ عدد الوحدات السكنية 500 وحدة بمتوسط كثافة قدره 14.2 نسمة لكل ميل مربع (5.5/كم2).
وتوزع التركيب العرقي للبلدة بنسبة 98.22% من البيض و 1.09% من الأمريكيين الأصليين.
بلغ عدد الأسر 317 أسرة كانت نسبة 25.2% منها لديها أطفال تحت سن الثامنة عشر تعيش معهم، وبلغت نسبة الأزواج القاطنين مع بعضهم البعض 58.4% من أصل المجموع الكلي للأسر، ونسبة 5.7% من الأسر كان لديها معيلات من الإناث دون وجود شريك، وكانت نسبة 33.8% من غير العائلات. تألفت نسبة 28.7% من أصل جميع الأسر من أفراد ونسبة 16.4% كانوا يعيش معهم شخص وحيد يبلغ من العمر 65 عاماً فما فوق. وبلغ متوسط حجم الأسرة المعيشية 2.85، أما متوسط حجم العائلات فبلغ 2.31.
بلغ العمر الوسطي للسكان 44 عاماً. وكانت نسبة 19.3% من القاطنين تحت سن الثامنة عشر، وكانت نسبة 6.1% بين الثامنة عشر والأربعة وعشرون عاماً، ونسبة 25.5% كانت واقعةً في الفئة العمرية ما بين الخامسة والعشرون حتى والأربعة وأربعون عاماً، ونسبة 28.1% كانت ما بين الخامسة والأربعون حتى الرابعة والستون، ونسبة 20.9% كانت ضمن فئة الخامسة والستون عاماً فما فوق. يوجد لكل 100 أنثى 94.2 ذكر، ويوجد لكل 100 أنثى في الثامنة عشر من عمرها فما فوق 95.7 ذكر.
بلغ متوسط دخل الأسرة في البلدة 25,859 دولار، أما متوسط دخل العائلة فبلغ 30,556 دولار. وكان متوسط دخل الذكور 24,028 دولار مقابل 17,500 دولار للإناث. وسجل دخل الفرد الخاص بالبلدة 12,951 دولار. وكانت نسبة 10.7% من العائلات ونسبة 14.7% من السكان تحت خط الفقر، وكان من هؤلاء نسبة 21.4% تحت سن الثامنة عشر ونسبة 17.2% في الخامسة والستين من العمر وما فوق.

### تعداد عام 2010
بلغ عدد سكان أوكفيلد 737 نسمة بحسب تعداد عام 2010، وبلغ عدد الأسر 323 أسرة وعدد العائلات 215 عائلة مقيمة في البلدة. في حين سجلت الكثافة السكانية 21.0 نسمة لكل ميل مربع (8.1/كم2). وبلغ عدد الوحدات السكنية 496 وحدة بمتوسط كثافة قدره 14.1 لكل ميل مربع (5.4/كم2).
وتوزع التركيب العرقي للبلدة بنسبة 96.7% من البيض و 2.0% من الأمريكيين الأصليين و 0.3% من الأمريكيين الأفارقة و 0.8% من عرقين مختلطين أو أكثر.
بلغ عدد الأسر 323 أسرة كانت نسبة 25.7% منها لديها أطفال تحت سن الثامنة عشر تعيش معهم، وبلغت نسبة الأزواج القاطنين مع بعضهم البعض 55.7% من أصل المجموع الكلي للأسر، ونسبة 7.7% من الأسر كان لديها معيلات من الإناث دون وجود شريك، بينما كانت نسبة 3.1% من الأسر لديها معيلون من الذكور دون وجود شريكة وكانت نسبة 33.4% من غير العائلات. تألفت نسبة 30.0% من أصل جميع الأسر من أفراد ونسبة 15.8% كانوا يعيش معهم شخص وحيد يبلغ من العمر 65 عاماً فما فوق. وبلغ متوسط حجم الأسرة المعيشية 2.78، أما متوسط حجم العائلات فبلغ 2.28.
بلغ العمر الوسطي للسكان 48.7 عاماً. وكانت نسبة 17.9% من القاطنين تحت سن الثامنة عشر، وكانت نسبة 6.3% بين الثامنة عشر والأربعة وعشرون عاماً، ونسبة 18.1% كانت واقعةً في الفئة العمرية ما بين الخامسة والعشرون حتى والأربعة وأربعون عاماً، ونسبة 36.4% كانت ما بين الخامسة والأربعون حتى الرابعة والستون، ونسبة 21.3% كانت ضمن فئة الخامسة والستون عاماً فما فوق. وتوزع التركيب الجنسي للسكان بنسبة 49.8% ذكور و50.2% إناث.